# Eemeli Peltonen
Lasse Eemeli Heikinpoika Peltonen (15 de setembro de 1994 – 19 de agosto de 2025) foi um político finlandês e membro do Parlamento.

## Biografia
Eemeli Peltonen nasceu em 15 de setembro de 1994 em Kerava, na Finlândia Meridional. Ingressou na política muito jovem, sendo eleito vereador municipal de Järvenpää aos 18 anos. Aos 22 anos, assumiu a chefia do conselho municipal e tornou-se o mais jovem nessa posição no país, o que atraiu atenção dos meios de comunicação.
Nas Eleições parlamentares de 2023 foi eleito para o Parlamento da Finlândia pela circunscrição eleitoral de Uusimaa, pelo Partido Social-democrata.

## Doença e morte
Peltonen suicidou-se em 19 de agosto de 2025 no Eduskuntatalo, o prédio do Parlamento em Helsinki. Ele estaria sofrendo de nefropatia, já estando em licença médica. A morte teria envolvido uma queda de uma escada.